# Рафал Яницький
Рафал Яницький (пол. Rafał Janicki, нар. 5 липня 1992, Щецин) — польський футболіст, захисник клубу «Подбескідзе». Виступав, зокрема, за клуб «Лехія» (Гданськ), а також молодіжну збірну Польщі.

## Клубна кар'єра
У дорослому футболі дебютував 2009 року виступами за команду клубу «Хемік» (Полице), в якій провів один сезон. Відзначився 6-а голами в 38-и матчах  Своєю грою за цю команду привернув увагу представників тренерського штабу клубу «Лехія» (Гданськ), до складу якого приєднався в липні 2010 року. Підписав з клубом 3-річний контракт. Сума відступних складала 25 000 євро. Відіграв за команду зі Гданська наступні сім сезонів своєї ігрової кар'єри. Більшість часу, проведеного у складі гданської «Лехії», був основним гравцем захисту команди.
14 липня 2017 року перейшов у 2-річну оренду до складу познанського «Леха». Станом на 5 березня 2019 року відіграв за команду з Познані 40 матчів в національному чемпіонаті.

## Виступи за збірні
2010 року дебютував у складі юнацької збірної Польщі, взяв участь у 5 іграх на юнацькому рівні. Залучався до складу молодіжної збірної Польщі. На молодіжному рівні зіграв у 13 офіційних матчах.
У червні 2015 року отримав дебютний виклик до національної збірної Польщі на товариські матчі проти Грузії та Греції.

## Статистика

### Клубна
Станом на 22 грудня 2018
| Клуб              | Сезон             | Ліга              | Ліга  | Ліга | Кубок | Кубок | Європа | Європа | Загалом | Загалом |
| Клуб              | Сезон             | Ліга              | Матчі | Голи | Матчі | Голи  | Матчі  | Голи   | Матчі   | Голи    |
| ----------------- | ----------------- | ----------------- | ----- | ---- | ----- | ----- | ------ | ------ | ------- | ------- |
| «Хемік» (Полице)  | 2008–09           | II ліга           | 8     | 0    | 0     | 0     | –      | –      | 8       | 0       |
| «Хемік» (Полице)  | 2009–10           | III ліга          | 30    | 6    | 1     | 0     | –      | –      | 31      | 6       |
| «Хемік» (Полице)  | Загалом           | Загалом           | 38    | 6    | 1     | 0     | –      | –      | 39      | 6       |
| «Лехія» (Гданськ) | 2010–11           | Екстракляса       | 3     | 0    | 0     | 0     | –      | –      | 3       | 0       |
| «Лехія» (Гданськ) | 2011–12           | Екстракляса       | 25    | 0    | 0     | 0     | –      | –      | 25      | 0       |
| «Лехія» (Гданськ) | 2012–13           | Екстракляса       | 24    | 0    | 1     | 0     | –      | –      | 25      | 0       |
| «Лехія» (Гданськ) | 2013–14           | Екстракляса       | 27    | 1    | 3     | 0     | –      | –      | 30      | 1       |
| «Лехія» (Гданськ) | 2014–15           | Екстракляса       | 34    | 0    | 1     | 0     | –      | –      | 35      | 0       |
| «Лехія» (Гданськ) | 2015–16           | Екстракляса       | 35    | 2    | 2     | 0     | –      | –      | 37      | 2       |
| «Лехія» (Гданськ) | 2016–17           | Екстракляса       | 28    | 1    | 2     | 0     | –      | –      | 30      | 1       |
| «Лехія» (Гданськ) | Загалом           | Загалом           | 176   | 4    | 9     | 0     | –      | –      | 185     | 4       |
| «Лех» (Познань)   | 2017–18           | Екстракляса       | 24    | 0    | 0     | 0     | 2      | 0      | 26      | 0       |
| «Лех» (Познань)   | 2018–19           | Екстракляса       | 14    | 0    | 1     | 0     | 5      | 0      | 20      | 0       |
| «Лех» (Познань)   | Загалом           | Загалом           | 38    | 0    | 1     | 0     | 7      | 0      | 46      | 0       |
| Усього за кар'єру | Усього за кар'єру | Усього за кар'єру | 252   | 10   | 11    | 0     | 7      | 0      | 270     | 10      |